# Trichocerca inermis
Trichocerca inermis är en hjuldjursart som först beskrevs av Linder 1904.  Trichocerca inermis ingår i släktet Trichocerca och familjen Trichocercidae. Inga underarter finns listade i Catalogue of Life.